# برج تلویزیونی فاضلکا
برج تلویزیونی فاضلکا برجی است که در شهر فاضلکا، واقع در ایالت پنجاب کشور هندوستان قرار دارد. این برج ۳۰۴٫۸ متر ارتفاع دارد.